# 疣突仿刺鎧蝦
疣突仿刺鎧蝦（学名：Munidopsis tuberosa）为鎧甲蝦科仿刺鎧蝦屬下的一个种。